# Gerres subfasciatus
Gerres subfasciatus is een straalvinnige vissensoort uit de familie van mojarra's (Gerreidae). De wetenschappelijke naam van de soort is voor het eerst geldig gepubliceerd in 1830 door Cuvier.